# Mariage d'intérêt
Mariage d’intérêt est une nouvelle d'Anton Tchekhov, parue en 1884.

## Historique
Mariage d'intérêt est initialement publié dans la revue russe Divertissement, no 43, du 8 novembre 1884, signé L’homme sans rate. L’auteur a indiqué sous le titre « roman en deux parties ».
C'est une nouvelle humoristique.

## Résumé
Première partie
Lors du dîner de mariage, un convive engage la discussion sur l’avenir brillant que va avoir l’électricité selon lui. Travaillant dans le télégraphe, il a des connaissances et le fait sentir. La mère de la mariée et la mariée, se sentant inférieures, lui reprochent de les prendre pour des ignorantes. Par ses réponses maladroites, on soupçonne que ce mariage est un mariage d’intérêt. La mère de la marié est outrée. Le marié lui demande de partir, jurant qu’il a fait un mariage d’amour. Le télégraphiste accepte de partir quand le marié lui aura rendu les trois roubles qu’il lui a prêté pour acheter son gilet.
Deuxième partie
Le lendemain matin, la rue est blanche de duvet. Le marié l'a mis en pièces après avoir découvert qu’il manquait cent roubles dans la dot. La police emmène tout le monde au poste.

## Édition française
- Mariage d’intérêt, traduit par Madeleine Durand et André Radiguet (révisé par Lily Denis), in Œuvres I, Paris, Éditions Gallimard, coll. « Bibliothèque de la Pléiade » no 197, 1968  (ISBN 978-2-07-0105-49-6).